# Холандска Индија
Холандска Индија (хол. Nederlands-Indië) бивша је холандска колонија из које је настала данашња Република Индонезија.
Обједињена Холандска источноиндијска компанија (ВОЦ) je била је доминирајућа снага на архипелагу од почетка 17. века. Основана 1602. године, врло брзо је потискивала Португалију која је до тада владала тим подручјем. У то време, Португалија је била део Шпаније с којом је Холандија била у рату. Холанђани су 1605. од Португалаца узели Амбон на Молуцима и у њему основали своје прво упориште у подручју.
Године 1619. основали су Батавију, како се у то време називала данашња Џакарта, као главно седиште Компаније, а њихова власт првобитно је обухватала само уже подручје око Батавије. Надаље, током 17. века, заузели су постепено све важније луке архипелага: 1641. Малаку (Малајско полуострво), 1667. Аћех (север Суматре), 1669. Макасар (Борнео) и, на крају, 1682. до тада британски Бантен (Јава).
Привреда колоније заснивала се на зачинима који су на различитим острвима узгајани као монокултура: Амбон је био специјализован за клинчиће, Тимор за сандаловину, Бандска острва за мушкатне орашчиће. Са такође холандског Цејлона долазио је цимет, а веома важан зачин који је такође узгајан био је и црни бибер. Бибер су размењивали за памук из Индије и сребро из Америке. Један од важних извора богатства Компаније била је и трговина унутар архипелага.
Становништво је бројало 1900. око 37 милиона. Од тога је 29 милиона живело на Јави и Мадури. У колонији је живело око 80.000 Европљана и 550.000 етничких Кинеза.

## Преузимање од стране холандске владе након 1799.
Крајем 18. века ВОЦ је већ дуго био држава у држави. Након 1799. кад је ВОЦ распуштен и међуфазе у време наполеонских ратова архипелагом је управљала Британија, да би потом холандска држава преузела управљање. При томе су Британци вратили читаво подручје као јединствену Холандску колонију. Овај процес довршен је 1824. споразумом којим су и замењени британско упориште Бенгкулен (данас Бенгкулу) на Суматри за Малаку до тада холандско упориште на Малајском полуострву. Тако су колонијалне силе рационално заокружиле своја подручја утицаја.
Холандска влада наставила је ВОЦ-ов омиљени начин владања овим подручјима, индиректно, преко индонежанских кнежева.
Током 19. века унутрашњост многих острва, на којима је до тада ВОЦ имао само упоришта, се колонизују. Тако је од 1908. читава територија касније Индонезије припадала Холандској источној Индији. Граница с Португалским Тимором, која се углавном поклапа с данашњом границом између Индонезије и Источног Тимора, коначно је дефинисана 1916. године.

## Колонијалне трупе
Још у време постојања Источноиндијске компаније већи део ангажованих војника био је регрутован из редова немачких добровољаца. Иста пракса настављена је и касније. До 1900. удео нехоланђана у европском особљу био је значајно изнад 50%, док се тај удео касније кретао око једне трећине. Од локалног становништва, врбовани су углавном Јаванци које се сматрало ратоборнима, и претежно хришћански Амбонежани. За стражарске службе и сузбијање герилаца у Аћеху још 1890-их образоване су помоћне јединице.

## Други светски рат и независност
Након јапанског напада на Перл Харбор, холандска влада у егзилу, заједно с САД-ом и Великом Британијом и другим земљама, објавила је рат Јапану. Од 16. јануара 1941. до 8. марта 1942. Јапан је освојио читаво подручје Холандске Индије, а 9. марта објављена је нападачима безусловна предаја. Подручје је све до краја рата 1945. остало у јапанским рукама. Јапанци су за то време подржавали индонежански национални покрет предвођен Сукарном и Мохамедом Хатом.
Након јапанске капитулације 15. августа 1945. републиканац Сукарно објавио је независност Холандске Индије. Холандија то није прихватила, него је покушала да обнови своју власт. У прелазном раздобљу, према договору јапанске трупе су, надзиране Британцима, и даље бринуле за ред и мир. У том времену републиканци су успели да овладају великим деловима Јаве и неким другим подручјима. У две војне акције, еуфемистички назване полицијскима, Холанђани су вратили велике делове тих подручја под своју контролу. Но, светска јавност, међу осталима и САД од чије финансијске подршке је Холандија зависила, осудиле су акције.
Холандија је признала независност Индонезије 27. децембра 1949. но задржала је суверенитет над Холандском Новом Гвинејом до 1962. када је, под притиском САД, прихватила предају и тог подручја Индонезији. При томе, као један од услова Холандија је захтевала провођење референдума у Папуи о припајању Индонезији. Индонезија је манипулисала референдумом у своју корист, но Уједињене нације су га службено признале.